# Antoni de Clariana i de Gualbes
Antoni de Clariana i de Gualbes   (valor desconegut, 1683 - Barcelona, 1756) fou un militar català durant la Guerra de Successió Espanyola.

## Biografia
Fill de Miquel de Clariana-Seva i d'Ardena (1653-1710), primer comte de Múnter, i de Teresa de Gualbes i de Sentmenat, era comanador de l'Orde Militar de Sant Joan de Malta a Catalunya. El 1705, ell i el seu pare foren expulsats pel Lloctinent de Catalunya Francisco Fernández de Velasco, per ser progermànics.
A l'arribada de l'Arxiduc d'Àustria Carles III foren els primers nobles de l'aristocràcia catalana a jurar-li obediència. El pare, Miquel de Clariana-Seva i d'Ardena, fou un dels 8 membres de la Junta del Braç Militar de Catalunya nomenada per l'Arxiduc d'Àustria; N'Antoni fou nomenat Coronel del Regiment de cavalleria núm. 8 Clariana, conegut pel seu nom.
Una versió esmenta que la unitat de cavalleria alçada per l'aleshores coronel Josep Moragues fou unida al Regiment del Coronel Clariana i de Gualbes.
El 1706, el coronel Clariana i de Gualbes i el seu pare, tot i la seva edat, lluitaren en la defensa de Barcelona. Sembla que el Coronel Clariana i de Gualbes caigué presoner en un dels atacs dels francesos. El 1708 encapçalà la força terrestre que conquerí l'illa de Sardenya, i Jaume Carreras fou nomenat Sergent Major del Regiment. L'expedició estava sota el comandament de l'almirall Leake i comptava amb una força de 40 navilis anglesos. El 1709 participà en la Batalla de Montnegre contra els francesos, i el 1711 (o 1710) es retirà del servei.
Deixà les unitats de cavalleria i passà al servei de la marina veneciana; com a membre de l'Orde Militar de Sant Joan de Malta, participà en l'expedició per a deslliurar l'illa de Corfú (Grècia) del setge Turc i el 1731 publicà un Resumen náutico de lo que se practica en el teatro naval o arte de la guerra. Traduí i publicà una Historia del reino de Argel, de Laugier de Tassy, a la qual afegí el 17333 una detalladíssima descripció de la conquesta de la ciutat d'Orà per les forces borbòniques de Felip V.